# Saprosites bunyaensis
Saprosites bunyaensis är en skalbaggsart som beskrevs av Zdzisława Stebnicka och Henry Fuller Howden 1996. Saprosites bunyaensis ingår i släktet Saprosites och familjen Aphodiidae. Inga underarter finns listade i Catalogue of Life.